# Fuggerschloss Emersacker

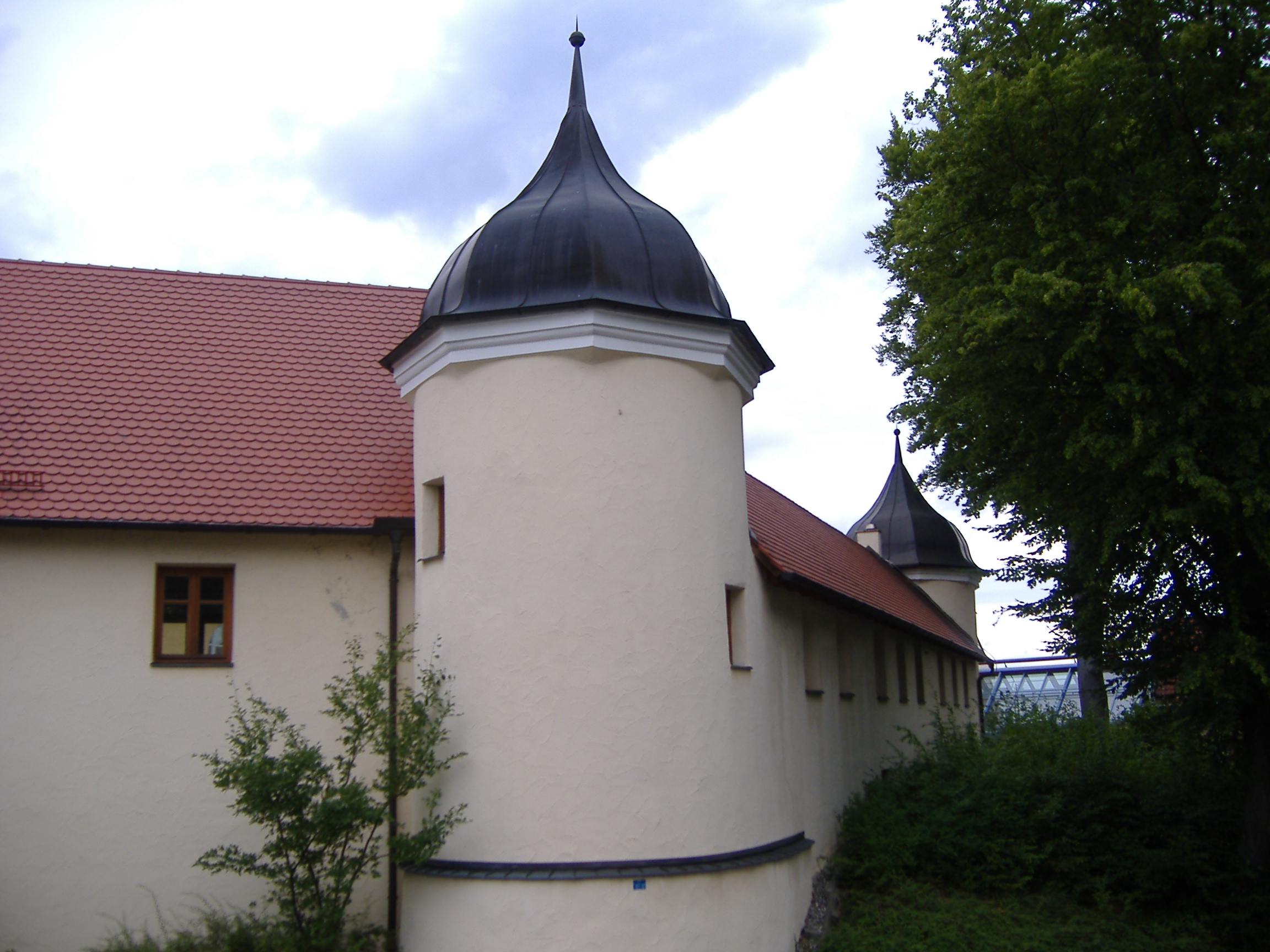
Die beiden Rundtürme mit Zwiebelhauben

Das Fuggerschloss Emersacker liegt in Emersacker im Landkreis Augsburg. Von dem einstigen Fuggerschloss sind nur noch Reste erhalten.

## Geschichte
Die Edlen von Emersacker errichteten Mitte des 12. Jahrhunderts in ihrer Ortsherrschaft ein Schloss. Dieses wurde im Schmalkaldischen Krieg zerstört. In den folgenden Jahren war das Schloss in den Händen mehrerer Besitzer. Dazu zählten die Adelsgeschlechter Schertlin von Burtenbach und zu Schaumburg. 
Im ersten Drittel des 17. Jahrhunderts ging Schloss und Ort endgültig an die Fugger über, die schon mal Eigentümer waren. Diese errichteten dort einen Neubau, dessen Hauptgebäude in der Mitte des 19. Jahrhunderts abgerissen wurde.
Heute erinnern die Rundtürme mit Zwiebelhauben an das ehemalige imposante Schloss, in dessen erhaltenen Teilen das Rathaus der Gemeinde untergebracht ist.
Am 19. November 2018 wurde das Schloss durch einen Großbrand schwer beschädigt.

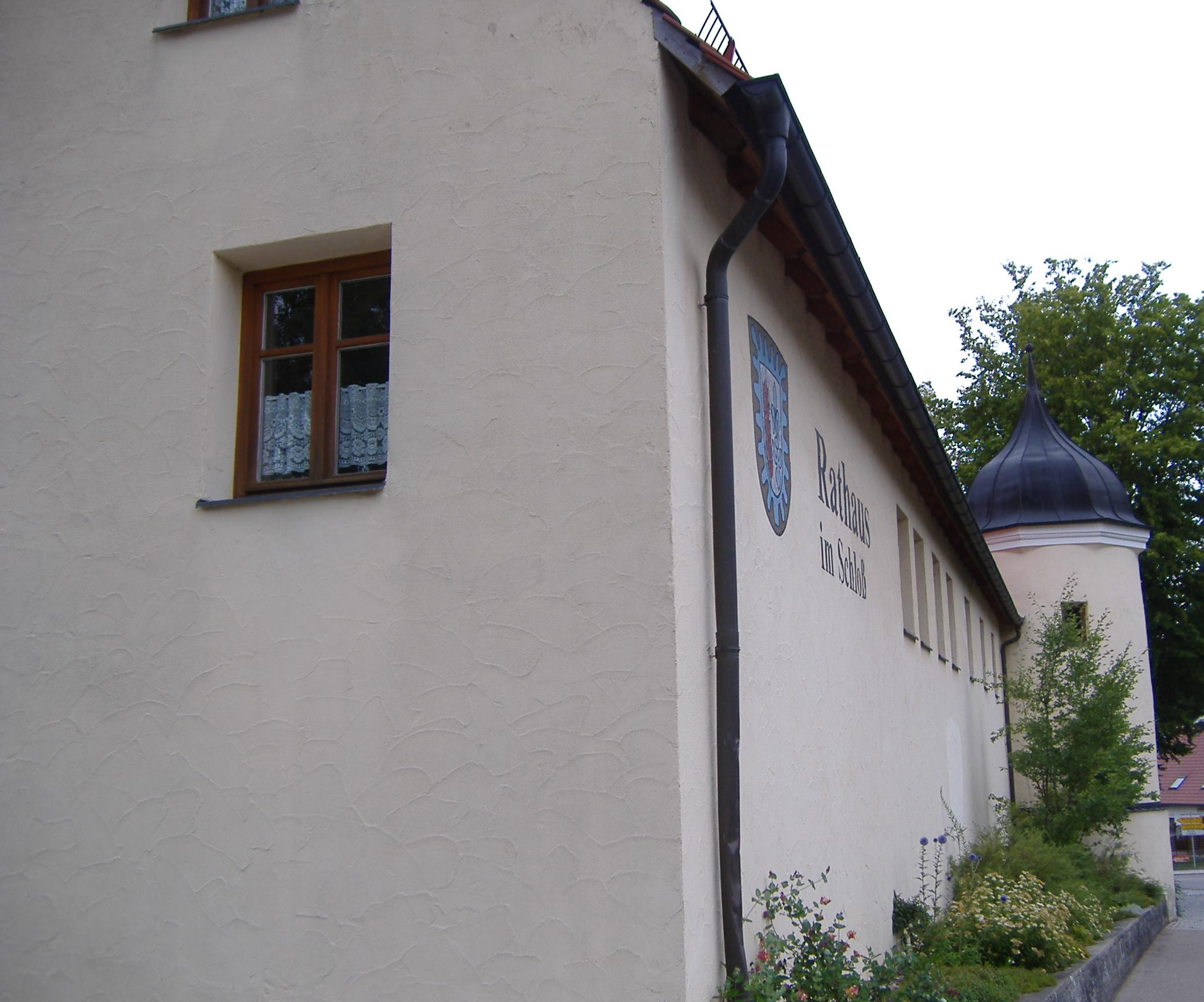
Südfront des Fuggerschlosses
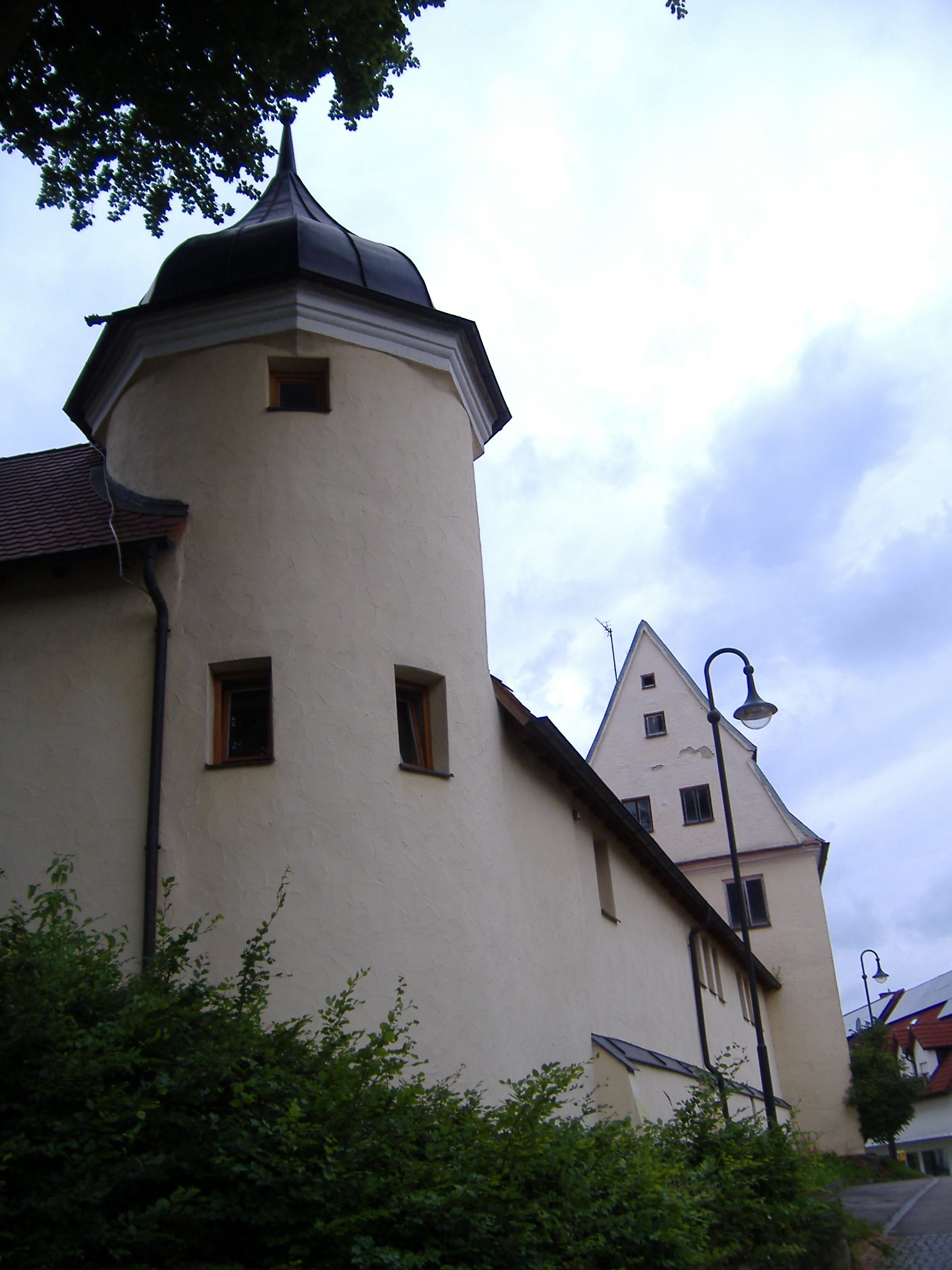
Nordfront des Fuggerschlosses